# Geogarypus shulovi
Geogarypus shulovi es una especie de arácnido del orden Pseudoscorpionida de la familia Geogarypidae.

## Distribución geográfica
Se encuentra en Israel y Rusia.